# Pauče
Pauče (cyr. Пауче) – wieś w Czarnogórze, w gminie Pljevlja. W 2011 roku liczyła 32 mieszkańców.